# Aeroport de Cacolo
L'aeroport de Cacolo (codi IATA: --, codi OACI: FNCC) és un aeroport que es troba a 3,8 kilòmetres de Cacolo, una vila de la província de Lunda-Sud a Angola.